# Campanularia eurycalyx
Campanularia eurycalyx är en nässeldjursart som beskrevs av Gustav Hartlaub 1905. Campanularia eurycalyx ingår i släktet Campanularia och familjen Campanulariidae. Inga underarter finns listade i Catalogue of Life.